# 法拉利488
法拉利488（英語：Ferrari 488）是一款由意大利汽车制造商法拉利生产的中置后驱超级跑车。这款车取代了458 Italia，是法拉利自F40以来第一个使用涡轮增压V8引擎的中置引擎车型。它的继任车型是法拉利F8。
此车搭载一台3.9升双涡轮增压V8发动机，排量较小，但输出功率高于458的自然进气发动机。488 GTB被汽车杂志《Top Gear》评为“2015年度超级跑车”，并且成为《Motor Trend》2017年“最佳驾驶者之车”杰里米·克拉克森宣布488 Pista为他的2019年度超级跑车。